# Pselaphochernes italicus
Espèce
Pselaphochernes italicus est une espèce de pseudoscorpions de la famille des Chernetidae.

## Distribution
Cette espèce est endémique de Campanie en Italie. Elle se rencontre vers Élée.
Sa présence est incertaine en Sardaigne.

## Étymologie
Son nom d'espèce lui a été donné en référence au lieu de sa découverte, l'Italie.

## Publication originale
- Beier, 1966 : Ein neuer Pselaphochernes (Pseudoscorp.) aus Süditalien. Fragmenta Entomologica, vol. 4, p. 109-111.